# Ancylobacter
Ancylobacter ist eine Gattung von Bakterien. Arten sind in Interesse bezüglich der Entgiftung von Ökosystemen, da sie Verbindungen wie z. B. Dichlormethan aufnehmen können.

## Merkmale
Die Zellen von vielen Arten der Gattung sind stark gekrümmt („Vibrionen“). Ancylobacter oerskovii bildet pleomorphe Zellen. A. aquaticus ist vibrionenförmig und bildet vor der Teilung gelegentlich ringförmige Zellen.
Einige Arten bilden Gasvesikel, wie Ancylobacter vacuolatus, A. polymorphus und einige Stämme von A. aquaticus. Die Arten sind in der Regel nicht beweglich (motil), ein Stamm von Ancylobacter aquaticus ist durch eine polare, einzelne Flagelle beweglich.
Ancylobacter aquaticus ähnelt morphologisch durch die gekrümmten Zellen stark den zu den Bacteroidetes zählenden Gattungen Spirosoma, Flectobacillus und Runella. Zur Unterscheidung kann u. a. die färbende Pigmentation der Kolonien dienen. Ancylobacter aquaticus ist farblos, während Spirosoma gelb, Flectobacillus und Runella pink gefärbt sind. Auch die phototrophe Art Rhodocyclus purpureus hat eine ähnliche morphologische Struktur. Sie wird zu der Familie der Rhodocyclaceae gestellt, physiologisch zählt sie zu den Nichtschwefelpurpurbakterien.

## Stoffwechsel
Ancylobacter ist aerob, der Stoffwechselweg ist die Atmung mit Sauerstoff als Elektronenakzeptor. Sie nutzen eine breite Spanne von organischen Verbindungen wie verschiedene Zucker oder Salze als Energiequelle. Einige Stämme sind auch fakultativ methylotroph, hierbei kann als Elektronenspender z. B. Methanol genutzt werden. Hierzu zählen z. B. Stämme von Ancylobacter aquaticus, A. dichloromethanicus und die 2022 beschriebene Art A. moscoviensis. Stämme von A. dichloromethanicus können hierbei auch Dichlormethan (CH2Cl2) nutzen. A. aquaticus kann 1,2-Dichlorethan abbauen. Einige Stämme der methylotrophen Arten sind in der Lage, auch völlig chemolithoautotroph zu wachsen. Als Elektronenspender dient hierbei Wasserstoff (H2). Die C1-Komponenten werden über den Calvin-Zyklus assimiliert. Anderen Stämme (AD25 und AD27) nutzen 2-Chlorethylvinylether als einzige Kohlenstoff- und Energiequelle.

## Chemotaxonomie
Die häufigste Fettsäure von Ancylobacter ist C18:1ω-7c.

C_{18:1}ω-7c (cis-Vaccensäure)

 Bei A. aquaticus sind weiterhin vorhanden C16:0, C18:0 und C19:0 cyclo. Die Lipide Phosphatidylcholin, Phosphatidylglycerin, Phosphatidylethanolamin, Phosphatidylmonomethylethanolamin und Diphosphatidylglycerin sind bei vielen Arten vorhanden. Ubichinon-10 ist bei A. aquaticus das häufigste Quinon, weiterhin kommen in geringeren Mengen Q-9 und Q-11 vor.

## Systematik
Im Jahre 2005 wurde die Gattung Ancylobacter aufgrund der untersuchten 16S-rRNA-Phylogenie zur neu aufgestellten Familie der Xanthobacteraceae gestellt. Zuvor wurde sie in der Familie Hyphomicrobiaceae geführt. Die Gattung wurde ursprünglich als Microcyclus, erst beschrieben von J. Ørskov im Jahr 1928, geführt. Da allerdings eine schon vorher, im Jahre 1904 beschriebene Gattung von Pilzen mit dem gleichen Namen existiert, wurde die Bakteriengattung später in Ancylobacter umbenannt. Die Art Starkeya novella (zuerst als Thiobacillus novellus beschrieben) wurde in einer Arbeit von Nina V. Doronina und Mitarbeitern 2022 zu der Gattung Ancylobacter gestellt. Weiterhin wurden in der gleichen Arbeit die Arten Starkeya koreensis, Angulomicrobium amanitiforme, A. tetraedrale und Methylorhabdus multivorans zu Ancylobacter transferiert.
Es folge eine Auflistung einiger Arten (Stand Dezember 2022):
- Ancylobacter aquaticus (Ørskov 1928) Raj 1983
- Ancylobacter defluvii Poroshina et al. 2014
- Ancylobacter dichloromethanicus Firsova et al. 2010
- Ancylobacter lacus Chemodurova et al. 2020
- Ancylobacter oerskovii Lang et al. 2008
- Ancylobacter plantiphilus Chemodurova et al. 2020
- Ancylobacter polymorphus Xin et al. 2006
- Ancylobacter pratisalsi Suarez et al. 2017
- Ancylobacter rudongensis Xin et al. 2004
- Ancylobacter sonchi Agafonova et al. 2017
- Ancylobacter vacuolatus Xin et al. 2006

## Ökologie und Nutzung
Die Art Ancylobacter aquaticus kommt in Süßwasserlebensräumen vor, wie z. B. Teichen, Bächen und Seen. Sie wurde auch in Reisfeldern und in Böden gefunden. Das fakultativ methylotrophe Bakterium A. dichlormethanicus, das auf Dichlormethan wachsen kann, wurde aus kontaminiertem Boden in Russland isoliert.
A. rudongensis wurde von Wurzeln der Süßgräserart Salz-Schlickgras (Spartina anglica) in Jiangsu, China isoliert. Diese Art zeigt auch die ringähnliche Zellform wie A. aquaticus. Das Salz-Schlickgras stammt ursprünglich aus Europa und kommt jetzt auch weit verbreitet an Stränden Chinas vor.
Bakterien der Gattung Ancylobacter sind von Interesse für die Bioremediation von verschiedenen Schadstoffen in Ökosystemen, wie z. B. von Arsen, Dichlormethan und Sulfonylharnstoff-Herbiziden. So sind verschiedene Stämme von Ancylobacter aquaticus in der Lage, giftige Chlorkohlenwasserstoffe, wie z. B. 1,2-Dichlorethan als einzige Kohlenstoff- und Energiequelle zu nutzen. A. dichloromethanicus kann, wie schon erwähnt, Dichlormethan nutzen.